# 菅井純愛
菅井 純愛（すがい ありあ、2006年6月8日 - ）は、日本の歌手、ファッションモデル。B ZONE所属。大阪府出身。元Popteenの専属モデル、PINK-latteの元webモデルでありwebモデル内のYouTubeユニット「PINK-latte TV」の元メンバーである。

## 略歴
2016年、エイベックスが関西地区限定でガールズモデルユニット「a♡mo」の2期生のオーディションに合格。2017年2月9日、「a♡mo」のメンバーとしてFRESH LIVEの情報番組『カレッジフェスタ放送局』に出演する。その後「a♡mo」のラストイベントとなった「avex artist academy OSAKA PREMIUM LIVE vol.2」（2018年3月18日、江坂MUSE）までメンバーとして活動を続ける。
中学生までを対象とするエンタメコンテスト「キラチャレ2017」に参加、決勝大会（2017年11月12日、YANANO HALL）で「PINK-latte賞」を受賞する。その後、「PINK-latte」のWEBモデルとなり、ユーチューブチャンネル「PINK-latte TV」での情報発信に携わった。2022年3月、「PINK-latte」のWEBモデルを卒業。
「神戸コレクション2019 AUTUMN／WINTER」において、ファッション誌の編集者が、来場者の中からスカウトし、ヘアメイクと衣装合わせを行いステージに出演させる企画が催された。この企画「神戸コレクション シンデレラストーリー」で、菅井は「Popteen賞」を受賞した。
AbemaTV製作の『第3次Popteenカバーガール戦争』（通称、第3次ポプ戦）の新メンバーオーディションに応募する。同番組中の「100人オーディション」の結果、菅井を含む6名が新メンバーに選ばれ、レギュラーモデル4期生とともに専属モデルの座を争う。「第3次ポプ戦中間総選挙」は10位で通過し、他の生き残った新メンバーとともにレギュラーモデル5期生に昇格する。最終回で総合得点10位の菅井は、専属モデル昇格が叶わなかった。
2020年、「テレビ大阪」公式ユーチューブチャンネルの宣伝動画企画『ニュースター発掘!わたし見つけてほしいんです』での「60秒で泣けるかチャレンジで驚きの結果を！」では菅井は26秒で涙を流すことができ、周囲のスタッフを驚かせた。また、幼馴染へ抱く思慕の念を友人に明かす一人芝居も演じた。
『Popteen』の専属モデル予備軍について、高校生は「レギュラーモデル」、中学生は「ミディアムモデル」と区分されることとなり、同誌2021年5月号より「ミディアムモデル」へ移行する。同誌2021年8月号から11月号まで開催された専属モデル候補のNo. 1ミディアムモデルを決めるバトル、「スーパーJC総選挙」で菅井は1位となり、2022年1月号より専属モデルに昇格する。
2023年3月1日、Popteen4月号をもって専属モデルを卒業することが発表された。
同年4月1日、前日にエイベックス・マネジメントを退社したことを発表
2025年からはB'zや倉木麻衣などが所属するB ZONEと専属契約する。
同年4月2日に配信リリース「さくら咲かないで」で歌手デビュー。

## 人物
- アメリカ合衆国に8年間住んでいてた[4]。「クリスピー・クリーム・ドーナツ」は同国での思い出の味である[30][31]。
- 「関西コレクション2016AW」の「ニコ☆プチスクール ALL STARステージ」に読者モデルとして参加したのが初めてのランウェイである[32][33]。
- 「第3次ポプ戦」の「100人オーディション」で、『Popteen』編集長におでこを見せるよう促される一幕があった[34]。
- 母親が日本人と父親が日本人とアメリカ人のハーフであるため、自身はクォーターであり、日本とアメリカの二重国籍者である。
- ドラえもんとディズニーと猫が好き。
- 姉と弟がおり、弟と2人でよく映画を見に行くことがある。
- 好きな食べ物はハンバーガー、アイスクリーム、餃子、ラーメン。
- 苦手な食べ物は野菜(特にキャベツやトマト)、生魚。

## 出演

### ネット番組
- 第3次Popteenカバーガール戦争（2019年10月4日 - 2020年1月17日、AbemaTV）[34][35][21]

### CM・広告
- ワールド ピンクラテ（2018年 - ） - WEBモデル[13][14]
- 菅公学生服（2019年） - カンコー委員会２期生[36]
- シェーンコーポレーション　- 「シェーン英会話」　テレビCM
- チュチュアンナ - 「tutuanna」モデル
- セシール - 「Cupop」カタログモデル
- 医療法人おきまる会 - 「フレイアクリニック」Web CM
- ワールド - 「PINK Latte」WEBモデル
- 京商 - 「振袖」カタログモデル
- DIABLE - カタログモデル
- プリズム館 - 「振袖」カタログモデル
- ジョイフル恵理 - 「振袖」カタログモデル

## 書籍

### 雑誌
- Popteen（角川春樹事務所、2022年1月号 - 2023年4月号）専属モデル[26][3]

## 作品

### 配信
- さくら咲かないで（2025年4月2日）[37]